# Ember.js
Ember.js는 모델-뷰-뷰모델(MVV) 패턴에 기반을 둔 오픈 소스 자바스크립트 웹 프레임워크이다. 공통 이디엄(idiom)과 최상의 프랙티스(practice)를 프레임워크에 도입함으로써 개발자들이 스케일링이 가능한 싱글 페이지 웹 애플리케이션을 개발할 수 있게 한다.
Ember는 수많은 유명 웹사이트에 사용되는데, 여기에는 디스코스, 그루폰, 링크드인, Vine, Live Nation, 노드스트롬, 트위치, 치폴레가 포함된다. 주로 웹 프레임워크로 간주되지만 Ember로 데스크톱과 모바일 애플리케이션도 만들 수 있다. Ember 데스크톱의 가장 저명한 예로 애플 뮤직,(아이튠즈 데스크톱 애플리케이션의 한 기능)이 있다. Ember의 상표는 Tilde사가 소유하고 있다. 롤 클라이언트에서도 쓰인다.

## 기본 개념
Ember는 5가지 주요 개념을 구성한다:
루트(Routes)
Ember에서 애플리케이션의 상태는 URL로 표현한다. 각 URL은 사용자에게 보이는 것을 제어하는, 상응하는 루트가 있다.
모델(Models)
모든 루트는 이와 연결되는 모델이 있으며, 애플리케이션의 현재 상태에 관한 데이터를 담고 있다. 서버의 JSON 객체를 불러들여 해당 객체들을 모델로 사용하기 위해 jQuery를 사용할 수 있지만, 대부분의 애플리케이션들은 Ember 데이터 등의 모델 라이브러리를 사용하여 이를 관리한다.
템플릿(Templates)
애플리케이션의 HTML을 빌드하기 위해 템플릿을 사용할 수 있으며 HTMLBars 템플릿 언어로 작성한다. (HTMLBars는 문자열이 아닌 DOM 요소를 만드는 핸들바이다.)
컴포넌트(Components)
컴포넌트는 사용자 지정 HTML 태그이다. 자바스크립트를 사용하여 동작을 구현하며 보이는 형태는 HTMLBars 템플릿을 사용하여 정의한다. 컴포넌트는 자신의 데이터를 "소유"한다. 네스트(nest) 처리할 수 있으며 액션(이벤트)를 통해 부모 컴포넌트와 통신할 수 있다. Polymer 등 다른 컴포넌트 라이브러리들을 Ember에 사용할 수도 있다.
서비스(Services)
서비스는 사용자 세션 등 장기간 데이터를 보유하기 위한 싱글톤(singleton) 객체이다.

## Ember 2.0
Ember 2.0은 2015년 8월 31일 출시되었다.

## Ember 소프트웨어 스택
Ember.js는 Ember 코어 팀이 개발하고 지원하는 완전한 프론트엔드 스택의 한 구성 요소이다.

## 추가 문헌
- Builes, Adolfo (2015). “Ember-cli 101”. 《Leanpub》. Regularly updated.
- Erdi, Balint (2015). “Rock and Roll with Ember.js”. 《balinterdi.com》. Regularly updated.
- White, Matthew (2015). 《Deliver Audacious Web Apps with Ember 2》. The Pragmatic Programmers, LLC. ISBN 978-1-68050-078-3. 2018년 9월 23일에 원본 문서에서 보존된 문서. 2019년 4월 15일에 확인함.